# Operación Cólera de Dios
La Operación Cólera de Dios (en hebreo: מבצע זעם האל, Mivtsá Zaam Hael), también conocida como operación Bayonetau operación Ira de Dios, fue una operación encubierta de los servicios secretos israelíes, el Mosad, encaminada a asesinar a los individuos que según Israel participaron, de forma directa o indirecta, en la masacre de Múnich de 1972, en la que fueron asesinados once miembros del equipo olímpico israelí.
Sus objetivos incluían a militantes del grupo terrorista palestino Septiembre Negro, responsable del ataque de Múnich, y a aquellos miembros de la Organización para la Liberación de Palestina (OLP) acusados por Israel de estar involucrados. La operación fue autorizada por Golda Meir, primera ministra de Israel, en el otoño de 1972 y pudo haber continuado durante 20 años.
Durante la operación, unidades de agentes israelíes mataron a docenas de palestinos y árabes en varias regiones de Europa, incluyendo el asesinato por error de un camarero en Lillehammer (Noruega), de nombre Ahmed Bouchiki. Además, se lanzaron ataques militares adicionales, bajo el nombre de Operación Primavera de Juventud, en el sur de Líbano, oeste de Siria y norte de Jordania, destinados a matar a importantes objetivos palestinos. Esta serie de muertes espoleó actos de represalia por parte de Septiembre Negro contra miembros e intereses del gobierno israelí en todo el mundo. También se desencadenaron críticas a Israel relativas a los objetivos seleccionados, a las tácticas de asesinato empleadas y a la efectividad de la operación. Debido al carácter secreto de las acciones, algunos detalles no se pueden verificar más que a partir de una única fuente, entre las que se incluye el relato de un israelí que afirma haber dirigido uno de los comandos.

## Contexto y planificación

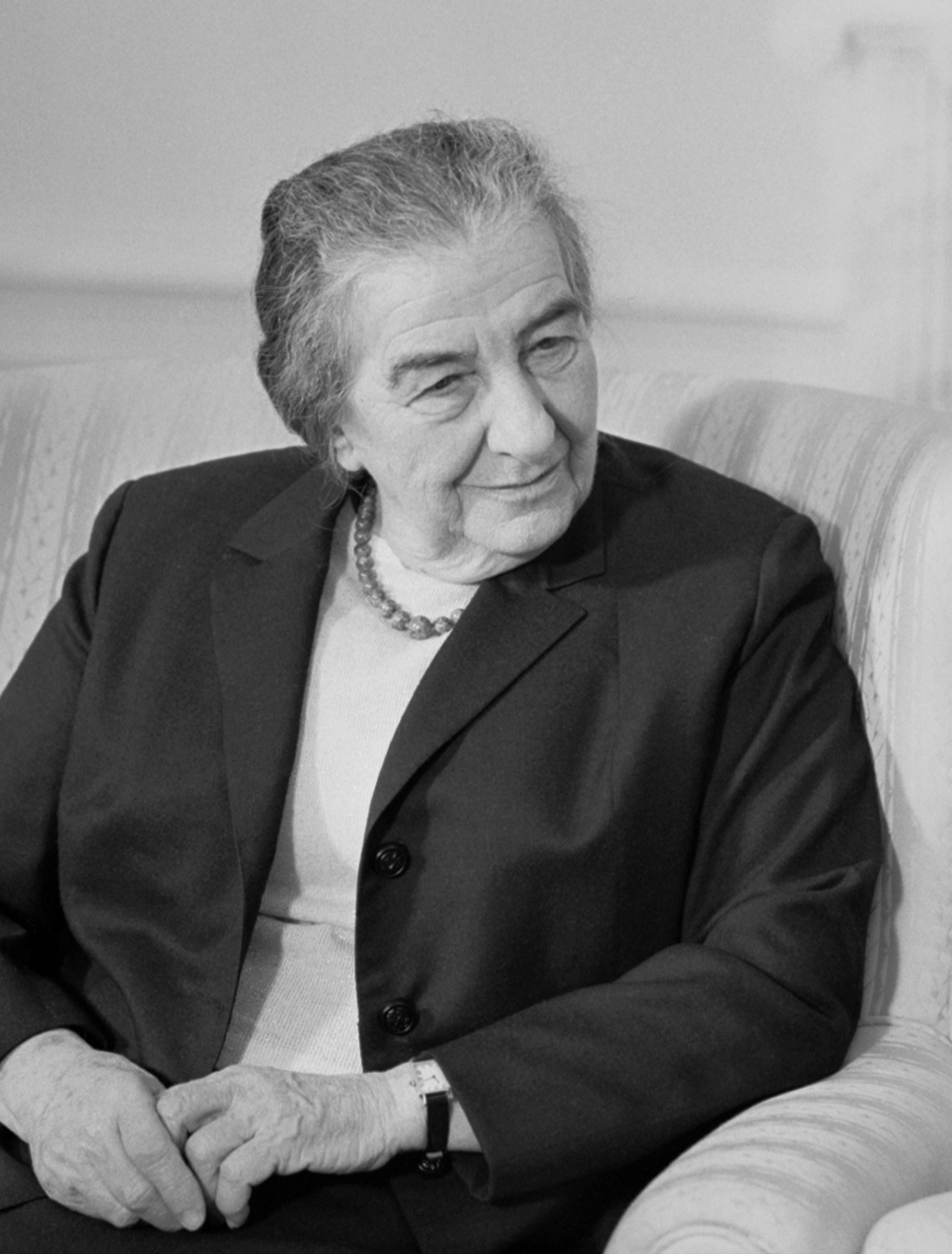
Tras el secuestro, Meir supuestamente les dijo a Yariv y a Zamir "Enviad a los muchachos".

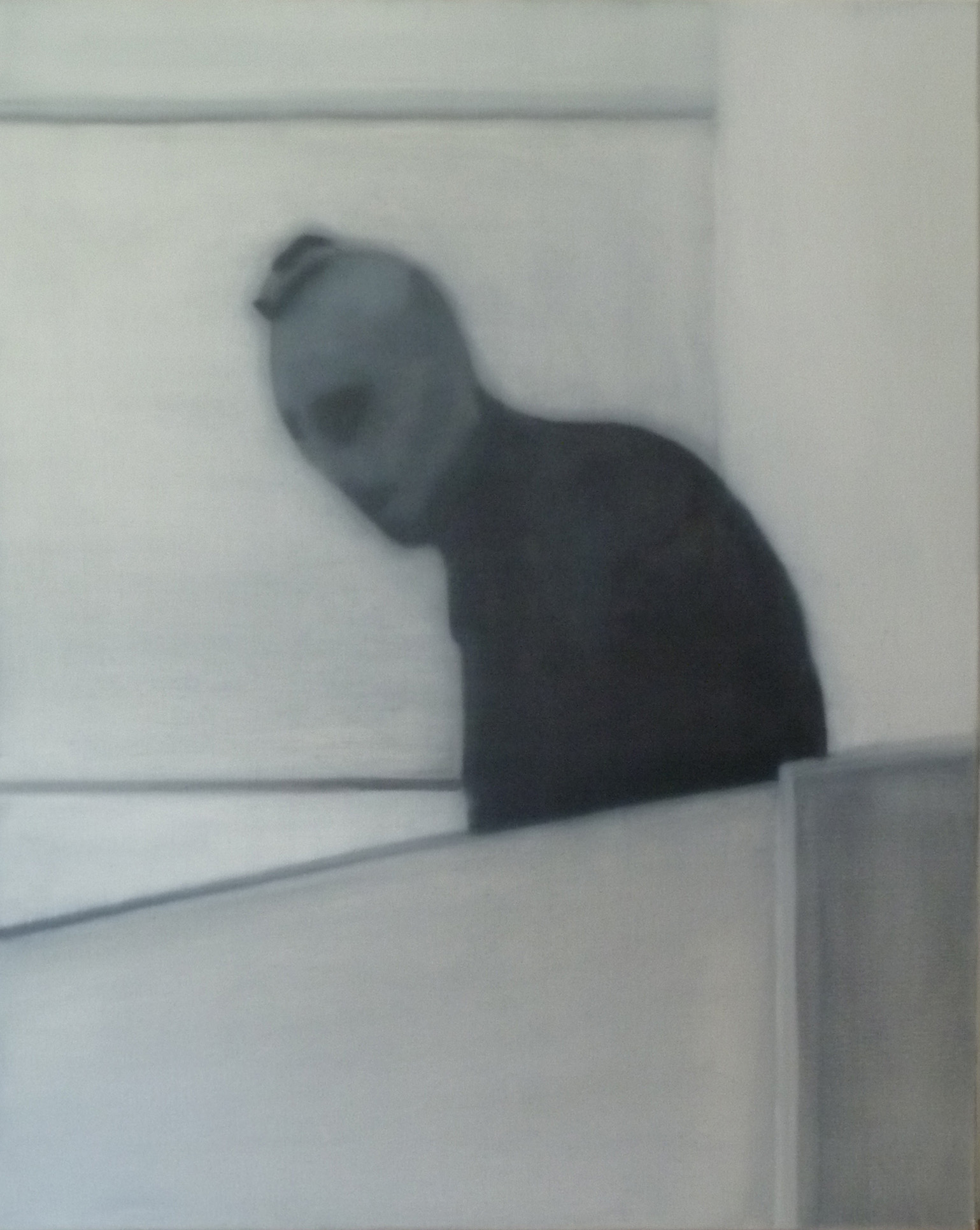
Pintura que representa una de las imágenes más famosas del secuestro y asesinato de 11 atletas israelíes en las Olimpiadas de Múnich de 1972.

La masacre de once atletas en los Juegos Olímpicos de 1972 por parte del grupo terrorista Septiembre Negro llevó a Israel a plantearse medidas para evitar que se produjesen acciones similares en el futuro. Poco después del atentado, la primera ministra Golda Meir creó el "Comité X", un pequeño grupo de funcionarios del gobierno que tenía la tarea de estudiar cuál sería la respuesta israelí. La propia Meir y su ministro de Defensa, Moshé Dayán, estaban al frente del mismo. También nombró al general Aharon Yariv como su consejero en la lucha contra el terrorismo; este, junto con el director del Mossad Zvi Zamir, desempeñaría un papel principal en la dirección de la operación. El comité llegó a la conclusión de que, para evitar futuros ataques contra Israel, era necesario crear un grupo terrorista israelí, para eliminar a aquellos que habían apoyado o llevado a cabo la matanza de Múnich, y hacerlo de manera que causara el suficiente impacto como para disuadir a Septiembre Negro de realizar otras acciones parecidas. Presionada por la opinión pública israelí y por los altos cargos de los servicios de inteligencia, Meir autorizó con cierta reticencia el inicio de la campaña de asesinatos. No obstante, todas sus dudas desaparecerían pocos meses después, cuando los tres autores de la matanza que todavía seguían con vida fueron liberados por Alemania Occidental, en cumplimiento con las exigencias de los secuestradores de un avión de la compañía Lufthansa. La inesperada capitulación de este país a las demandas terroristas ha levantado desde entonces la sospecha de que ese secuestro fuese simplemente un montaje organizado a fin de liberar al país del riesgo de más represalias en el futuro.
El primer encargo que el comité encomendó a la inteligencia israelí consistió en la preparación de una lista de objetivos en la que figurasen todos aquellos individuos involucrados en los sucesos de Múnich. Esto se llevó a cabo con la ayuda de espías infiltrados en la OLP que trabajaban para el Mossad y con información proporcionada por agencias europeas aliadas. Aunque se desconoce el contenido de la lista completa, algunos informes señalan que el número final de objetivos era de entre 20 y 35, incluyendo tanto miembros de Septiembre Negro como de la OLP. Una vez que se completó la tarea, se le encargó al Mossad que localizase a los individuos y se les exterminara.
La idea de la "negativa plausible" fue uno de los conceptos clave que se acordaron. Consistía en que debería ser imposible probar alguna conexión entre las muertes y el Estado de Israel. Además, se pretendía que las operaciones despertasen un sentimiento de pánico general entre los terroristas palestinos. De acuerdo con David Kimche, antiguo número dos del Mossad, "el móvil no era la venganza, sino el atemorizar a los terroristas palestinos. Queríamos hacerles mirar por encima del hombro y que sintiesen que estábamos encima de ellos".

## Organización
Se han dado diferentes versiones acerca de la formación de los comandos del Mosad que llevaron a cabo la campaña de exterminio. Es posible que se constituyesen varios grupos, cada uno de ellos con objetivos diferentes, y que estos conviviesen en el mismo periodo o en etapas diferentes, lo que podría explicar la diversidad de informes existentes. En realidad, solo existe una certidumbre completa acerca de los asesinatos que se cometieron, ya que toda información adicional ha sido proporcionada por fuentes limitadas.
También se sabe que el agente del Mosad Michael Harari creó y dirigió los equipos, aunque puede que algunos no estuviesen siempre a las órdenes del gobierno. El autor Simon Reeve explica que las unidades del Mosad consistían en:

[...] quince personas divididas en cinco escuadrones: "Aleph", dos asesinos bien entrenados; "Bet", dos guardaespaldas que deberían proteger a los Alephs; "Jet", dos agentes que deberían dar cobertura al resto del equipo alquilando habitaciones de hotel, apartamentos, coches y demás; "Ayin", compuesto por entre seis y ocho miembros, que apoyaban la operación siguiendo de cerca a los objetivos y estableciendo una ruta de escape para los escuadrones Aleph y Bet; y "Qoph", dos agentes especializados en comunicaciones" (los nombres de los escuadrones son letras del alfabeto hebreo).
Reeve, página 162.

Esta descripción es similar a la que proporciona el antiguo oficial del Mosad Víctor Ostrovsky acerca de las unidades de asesinato de la agencia, los Kidon. De hecho, Ostrovsky dice en su libro que fueron estos grupos los que ejecutaron los asesinatos. Otro informe del autor Aaron Klein afirma que estos equipos eran en realidad parte de una unidad llamada Cesarea, que sería rebautizada y reorganizada en el interior de los Kidon a mediados de los setenta. Harari terminaría dirigiendo tres de estos grupos, de doce miembros cada uno. Según esta misma fuente, los equipos fueron subdivididos en escuadrones de logística, vigilancia y asesinato.
Uno de los equipos de cobertura fue descubierto tras el atentado de Lillehamer, cuando seis miembros de la unidad fueron arrestados por las autoridades noruegas. Harari escapó a Israel y es posible que otros agentes hiciesen lo propio. Un artículo publicado en la revista Time tras el asesinato afirmaba que los miembros de la unidad eran 15, cifra que coincide con las demás fuentes mencionadas en esta sección.
Una versión muy diferente la da Yuval Aviv en su libro Vengeance ("Venganza"), donde afirma que el Mosad articuló una unidad de cinco hombres de los servicios de inteligencia que fue introducida en Europa. Aviv también dice que el equipo trabajó sin el control gubernamental y que mantuvo sus únicas comunicaciones con Harari.

## Operaciones

### 1972

#### Abdel Wael Zwaiter
El primer asesinato tuvo lugar el 16 de octubre de 1972, cuando el traductor palestino Abdel Wael Zwaiter sufrió doce disparos en su apartamento de Roma. Los dos agentes israelíes, que habían estado esperando a que regresase de cenar, se refugiaron tras el tiroteo en una casa franca. En ese momento, Zwaiter era el representante de la OLP en Italia. Mientras que Israel sostenía en privado que este era un militante de Septiembre Negro y que estaba involucrado en una trama fallida contra un vuelo de El Al, los miembros de la OLP afirmaban que no había participado de ninguna manera. Abu Iyad, dirigente de la OLP, había declarado que Zwaiter estaba "enérgicamente" en contra del terrorismo.

#### Mahmoud Hamshari
El segundo objetivo del Mosad fue el doctor Mahmoud Hamshari, que era el representante de la OLP en Francia. Utilizando a un agente que se hizo pasar por periodista, el Mosad lo alejó momentáneamente de su apartamento de París, a fin de permitir a un equipo especialista en explosivos entrar en él para instalar una bomba bajo el teléfono. El 8 de diciembre de 1972, el supuesto periodista telefoneó a Hamshari a su apartamento. Una vez que confirmó que Hamshari había descolgado el teléfono, se envió una señal de detonación al aparato para hacer estallar la bomba. Hamshari resultó gravemente herido en la consiguiente explosión, y terminó falleciendo un mes después a consecuencia de las irreversibles lesiones que padeció. Israel lo había elegido como objetivo porque pensaba que era el líder de Septiembre Negro en Francia.

### 1973

#### Husein Al-Bashir
En la noche del 24 de enero de 1973, el jordano Husein Al-Bashir, representante de Fatah en Chipre, apagó las luces de su habitación en el Hotel Olímpico de Nicosia. Momentos más tarde, una bomba instalada bajo su cama por el Mosad fue detonada a distancia, causando su muerte y destrozando la habitación. Israel creía que era el cabecilla de Septiembre Negro en Chipre, aunque otro móvil para su asesinato podría haber sido el que tuviese lazos estrechos con el KGB.

#### Basil Al-Kubaisi
Los asesinatos regresaron a París el 6 de abril de 1973, cuando Basil Al-Kubaisi, un profesor de Derecho de la Universidad Americana de Beirut que era sospechoso para Israel de proporcionar armas y coordinar la logística de Septiembre Negro y de otras tramas palestinas, fue tiroteado mientras regresaba a casa después de cenar. Como en atentados previos, recibió doce tiros por parte de dos agentes israelíes.
Varios de los objetivos de la lista del Mossad vivían en casas fuertemente vigiladas en Líbano, las cuales estaban fuera del alcance de los métodos de asesinato empleados hasta el momento. A fin de eliminar a estos individuos, se lanzó la Operación Primavera de Juventud, como un suboperativo dentro de la más amplia campaña Cólera de Dios. Durante la noche del 9 de abril de 1973, los comandos Sayeret Matkal, que formaban parte de la élite del ejército hebreo, junto con otras unidades de apoyo, lanzaron múltiples incursiones en Beirut y Sidón. Lograron matar a varios altos cargos de la OLP y de Septiembre Negro, incluyendo a Muhammad Yousef Al-Najjar (Abu Yousef), el dirigente de operaciones de Septiembre Negro y miembro de la OLP, Kamal Adwan, dirigente de operaciones e inteligencia en Septiembre Negro y veterano de Fatah, y Kamal Naser, portavoz de la OLP. El hijo de Kamal Adwan, que se encontraba en el apartamento cuando su padre fue asesinado, declaró que Kamal no estaba envuelto en el asunto de Múnich en absoluto, pero que sí había organizado a la resistencia en Cisjordania. La matanza de Múnich, dijo, era "una oportunidad que les había dado Dios a los israelíes para matar a gente de verdad".

#### Zaiad Muchasi
La operación de Líbano fue seguida de tres asesinatos. Zaiad Muchasi, el sustituto de Husein Al Bashir en Chipre, pereció al estallar la habitación de su hotel en Atenas el 11 de abril. Otros dos miembros de Septiembre Negro de bajo rango, Abdel Hamid Shibi y Abdel Hadi Nakaa, fueron atacados en su coche en Roma.

#### Mohammad Boudia
Israel también comenzó a seguir a Mohammad Boudia, de origen argelino, que era el director de operaciones de Septiembre Negro en Francia y conocido por sus disfraces y su afición a las mujeres. El 28 de junio de 1973, Boudia falleció en París, al estallar una bomba activada por presión, la cual había sido colocada bajo el asiento de su coche por el Mosad.

### Ali Hassan Salameh
A continuación, el Mossad se dedicó a buscar a Ali Hassan Salameh, apodado el Príncipe Rojo, que era la cabeza de Fuerza 17, una unidad de seguridad de Fatah, y al que Israel imputaba haber planeado el operativo de Septiembre Negro causante de la matanza de Múnich. Esta creencia había sido desmentida por declaraciones de veteranos militantes del grupo terrorista, que afirmaban que aunque había participado en numerosos ataques en Europa, Salameh no estaba en absoluto involucrado en Múnich.
Casi un año después de la masacre, el Mossad pensaba que al fin había localizado a Salameh en la pequeña ciudad noruega de Lillehammer. El 21 de junio de 1973, en lo que pasaría a conocerse como el asunto de Lillehammer, un grupo de agentes del Mossad asesinó a Ahmed Bouchiki, un camarero marroquí sin relación ni con el ataque de Múnich ni con Septiembre Negro, después de que un confidente identificase erróneamente a Bouchiki como Salameh. Seis agentes del Mossad, incluyendo a dos mujeres, fueron capturados por las autoridades noruegas mientras que otros, incluyendo al líder Mike Harari, consiguieron escapar hacia Israel. Cinco de los detenidos fueron condenados por el asesinato y encarcelados, pero serían liberados y devueltos a Israel en 1975. Víctor Ostrovsky afirma que Salameh fue clave a la hora de confundir al Mossad al proporcionarle información falsa acerca de su paradero.
Tras el incidente, se desencadenó un sentimiento de indignación internacional ante el asesinato erróneo que obligó a Golda Meir a suspender la Operación Cólera de Dios. La investigación noruega que se llevó a cabo y las revelaciones de los agentes capturados comprometieron a los activos del Mossad en Europa, incluyendo pisos francos, agentes y operativos. Sin embargo, cinco años más tarde se decidió reanudar la operación bajo el mandato de un nuevo primer ministro, Menachem Begin, y buscar a aquellos miembros de la lista todavía con vida.
El Mossad comenzó a vigilar los movimientos de Salameh después de haberlo seguido hasta Beirut a finales del otoño de 1978. A finales de 1978 o comienzos de 1979, un agente del Mossad que se hacía llamar Erika Mary Chambers entró en el Líbano bajo pasaporte británico emitido en 1975. Una vez allí, alquiló un apartamento en la Rue Verdun, una calle frecuentada por Salameh. Otros agentes llegaron, incluyendo a dos que usaban los pseudónimos de Peter Scriver y Roland Kolberg, viajando con pasaporte británico y canadiense, respectivamente. Algún tiempo después de su llegada, un Volkswagen cargado con explosivos plásticos fue estacionado en la Rue Verdun, a la vista del apartamento alquilado. A las 15:35 del 22 de enero de 1979, mientras Salameh y cuatro guardaespaldas recorrían la calle en una furgoneta Chevrolet,  los explosivos fueron detonados desde el apartamento usando un dispositivo de radio, matando a todos los pasajeros del vehículo. Tras cinco intentos fallidos, el Mossad había matado a Salameh. No obstante, la explosión también mató a cuatro transeúntes inocentes, incluyendo a un estudiante inglés y a una monja de Alemania Occidental, e hirió a otras 18 personas en la vecindad. Inmediatamente tras la operación, los tres agentes del Mossad desaparecieron sin dejar huella, así como los otros 14 miembros de apoyo que se creía que habían participado en la operación.

### Los terroristas de Múnich
Tres de los ocho terroristas que llevaron a cabo la matanza de Múnich sobrevivieron al intento de rescate fallido de las autoridades alemanas en la base área de Fürstenfeldbruck. Sus nombres eran Jamal Al-Gashey, Adnan Al-Gashey y Mohammed Safady. Los terroristas quedaron bajo custodia en Alemania Occidental, pero fueron liberados semanas después ante las exigencias de los secuestradores de un vuelo de la aerolínea Lufthansa.
Se pensaba que Adnan Al-Gashey y Mohammed Safady habían sido asesinados varios años después de la masacre; Al-Gashey habría sido encontrado tras contactar con un primo suyo en un estado del Golfo Pérsico mientras que Safady habría sido localizado al mantenerse en contacto con su familia en el Líbano. Esta versión es desmentida por un libro reciente de Aaron Klein, quien afirma que Adnan murió de un fallo cardíaco en los años 1970, mientras que Safady habría muerto a principios de la década de 1980 a manos de falangistas cristianos en el Líbano o, de acuerdo con un espía de la OLP amigo de Safady, todavía seguiría con vida. Jamal Al-Gashey se refugió en el Norte de África. En 1999 concedió una entrevista al director Kevin MacDonald para el documental One Day in September ("Un día de Septiembre"). Se cree que todavía sigue vivo.

### Otras acciones
Junto con los asesinatos, el Mossad empleó otros métodos para responder a la matanza de Múnich y evitar futuros ataques terroristas. Víctor Ostrovsky sostiene que entre ellos se incluían actos de guerra psicológica, tales como publicar obituarios de terroristas todavía vivos o enviarles información personal muy detallada acerca de ellos. Reeve va más allá y afirma que el Mossad telefoneaba a jóvenes agentes palestinos y, tras comunicarles datos personales, les advertía para que se desvinculasen de toda causa palestina. Además, el Mossad también organizó por toda Europa una campaña de cartas bomba contra activistas palestinos. El historiador Benny Morris escribe que estos ataques causaron lesiones no mortales a sus objetivos, que incluían individuos en Argelia y Libia, activistas palestinos que estudiaban en Bonn y Copenhague y a un miembro de la Media Luna Roja en Estocolmo. Klein también cita un incidente en El Cairo, donde un fallo en la bomba permitió que los dos objetivos se librasen del atentado.

### Más crímenes
Varios asesinatos o intentos de asesinato se han atribuido a la Operación Cólera de Dios, aunque existen dudas de si el Mossad estuvo detrás. La primera de estas acciones tuvo lugar el 27 de julio de 1979, cuando el jefe de las operaciones militares de la OLP, Zuheir Mohsen, fue tiroteado en Cannes, Francia, al salir de un casino. Varias fuentes responsabilizaron al Mossad de lo ocurrido, mientras que otras señalan a otros palestinos o a Egipto.
Abu Daoud, un comandante de Septiembre Negro, que declaró haber contribuido a planear el atentado de Múnich, sufrió varios disparos el 27 de julio de 1981 en el vestíbulo de un hotel de Varsovia.  Él ha afirmado que el Mossad estuvo detrás de la intentona, pero no está claro si fue la agencia israelí u otra facción palestina disidente.
El 8 de junio de 1992, un alto responsable de los servicios de inteligencia de la OLP, Atef Bseiso, falleció en París al ser alcanzado por los disparos de dos tiradores que emplearon silenciadores y que le remataron en el suelo de un tiro en la cabeza. La OLP culpó al Mossad por este acto, al igual que la policía francesa y el autor israelí Aaron Klein en su libro Striking Back. En cambio, otros informes [¿cuál?] señalan que la organización de Abu Nidal estuvo tras el incidente.

## Reacciones

### La respuesta de Septiembre Negro
Septiembre Negro no logró realizar otro atentado de la magnitud de la matanza de Múnich, aunque intentó realizar varios ataques contra Israel y capturar rehenes.
De manera similar a la campaña del Mossad, docenas de cartas bomba fueron enviadas desde Ámsterdam, Países Bajos, a oficinas diplomáticas de Israel en todo el mundo durante septiembre y octubre de 1972, matando al Consejero de Agricultura de Israel en el Reino Unido, Ami Shachori.
El 28 de diciembre de 1972, cuatro activistas de Septiembre Negro asaltaron la embajada hebrea en Bangkok, Tailandia, tomando doce rehenes. Aunque sus exigencias no se satisficieron, las negociaciones consiguieron la liberación de todos los rehenes y se les proporcionó a los terroristas un pasaje seguro hacia El Cairo.
Por otro lado, Septiembre Negro planeó un atentado al enterarse de que la primera ministra Golda Meir viajaría a Roma para entrevistarse con el papa Pablo VI en enero de 1973. Varios lanzadores de misiles Strela 2 fueron introducidas en Italia y situadas alrededor del Aeropuerto de Fiumicino cuando el avión de Meir se estaba aproximando. El ataque fue frustrado en el último minuto por agentes del Mossad en el aeropuerto, que lograron detener a todos los equipos de los lanzadores antes de la llegada del avión.
Además de las acciones mencionadas, dos israelíes sospechosos de ser agentes de inteligencia fueron tiroteados y asesinados, así como un funcionario hebreo en Washington. En primer lugar, Baruch Cohen, un agente del Mossad en Madrid, murió el 23 de enero de 1973 a manos de un joven contacto palestino. Tras esta acción, Vittorio Olivares, un empleado italiano de El Al, sospechoso a los ojos de Septiembre Negro, fue asesinado en Roma en abril de 1973. Un tercer hombre, Col. Yosef Alon, agregado militar de Israel en los Estados Unidos, fue asesinado el 1 de julio de 1973 en Chevy Chase, Maryland.
Septiembre Negro organizó otros ataques contra Israel tan solo de forma indirecta, incluyendo la toma de rehenes occidentales en la embajada de Arabia Saudita en Jartum, Sudán, pero el grupo fue disuelto oficialmente por Fatah en diciembre de 1974.

### Reacción árabe
Mientras que la primera ola de asesinatos entre el otoño de 1972 y la primavera de 1973 causó una gran consternación entre los palestinos, fue la Operación Primavera de Juventud de abril de 1973 la que realmente conmocionó al mundo árabe. La audacia de la misión, además del hecho de que veteranos líderes como Yasir Arafat, Abu Iyad y Ali Hasan Salameh estaban a escasos metros de las zonas de los ataques, contribuyeron a la aparición de la creencia de que Israel era capaz de golpear en cualquier parte y en cualquier momento. También hubo demostraciones populares de luto. Durante los funerales de las víctimas del asalto, medio millón de personas salieron a las calles en Beirut. Unos seis años después, cien mil personas, entre ellas Arafat, volvieron a desfilar en la misma ciudad para enterrar a Salameh.
La operación también llevó a algunos de los gobiernos árabes menos radicales a presionar a los palestinos para que detuviesen los ataques contra los objetivos israelíes. Ante la amenaza de estos países de que retirarían su apoyo si los palestinos usaban pasaportes de sus gobiernos durante sus ataques a Israel, algunos terroristas empezaron a utilizar documentos hebreos falsificados en su lugar.

## Críticas

### Posibles equivocaciones en los objetivos
Desde que se ha tenido conocimiento de los asesinatos, Israel se ha enfrentado a acusaciones de que estaba atacando a gente que no había estado envuelta en la masacre de Múnich o en actos terroristas.
En el libro de 2005 Striking Back ("Contraatacando"), el autor Aaron Klein (que afirma que basó este libro en gran medida en entrevistas con agentes claves del Mossad involucrados en las misiones de represalia) sostiene que el Mossad solo alcanzó a un hombre conectado directamente con la matanza. Se trataba de Atef Bseiso, que fue disparado en París en una fecha tan tardía como 1992. Klein va más allá al afirmar que las informaciones acerca de Zwaiter, el primer palestino en morir, "no estaban confirmadas ni adecuadamente contrastadas. Echando la vista atrás, su asesinato fue un error". Continúa dando más detalles al comentar que los auténticos organizadores y ejecutores del atentado se habrían ocultado, protegidos por guardaespaldas, en países del bloque del Este y árabes, donde Israel no podría alcanzarlos. Mientras tanto, únicamente se eliminó a activistas palestinos de poca monta, que estaban errando por el oeste de Europa sin protección. "Los responsables de seguridad de Israel afirman que estos hombres asesinados fueron los responsables de Múnich; las declaraciones de la OLP dieron a entender que eran importantes figuras, así que la imagen de que el Mossad era capaz de matar a voluntad no dejó de crecer". La operación se montó no solo para castigar a los culpables de Múnich, escribe Klein. "Para el segundo objetivo, cualquier militante de la OLP que estuviese muerto era igualmente bueno". Klein cita a una veterana fuente de la inteligencia: "Nuestra sangre estaba hirviendo. Cuando había información incriminando a alguien, no nos deteníamos a examinarla con lupa".
Abu Daoud, una de las principales mentes de Múnich, ha dicho en entrevistas, concedidas antes del estreno de la película Múnich, que Israel no mató a ningún individuo del grupo responsable de dirigir el atentado. Para apoyar esta declaración, afirma que "yo volví a Ramala en 1995 e Israel conocía que yo había planeado la operación de Múnich". El líder de Septiembre Negro, Abu Iyad, tampoco fue eliminado por Israel, aunque fue asesinado en la ciudad de Túnez por la organización de Abu Nidal. El antiguo jefe del Mossad Zvi Zamir ha relatado en una entrevista de 2006 que Israel estaba más interesado en golpear la "infraestructura de la organización terrorista en Europa" que a aquellos directamente responsables de Múnich. "No tuvimos otra opción más que empezar a tomar medidas preventivas".

### Objeciones morales
También han existido críticas contra la campaña de asesinato en sí misma. A medida que ésta proseguía, los familiares de los atletas asesinados en Múnich eran informados de las últimas matanzas del Mossad. Simon Reeve escribe que algunos se sintieron satisfechos, mientras que otros, incluyendo la esposa del tirador de esgrima André Spitzer, tuvieron sentimientos ambiguos al respecto. La mujer del agente del Mossad asesinado Baruch Cohen calificó a la operación, y en especial a la parte de la misma dirigida contra los hombres que mataron a su esposo, como enfermiza.

### Efectos en el terrorismo
Otras personas han cuestionado la efectividad de la operación en cumplir sus objetivos. Según Ronen Bergman (experto en seguridad y en el Mossad del periódico israelí Yediot Ahronoth): "Esta campaña detuvo la mayoría de las acciones terroristas de la OLP fuera de las fronteras de Israel. ¿Ayudó de alguna manera a traer la paz a Oriente Próximo? No. Estratégicamente fue un completo fracaso".
El antiguo miembro del Mossad Víctor Ostrovsky ha dicho que el esfuerzo que Meir exigió al Mossad, que conllevaba concentrarse en gran medida en los miembros y en las operaciones de la OLP, restó energías a la inteligencia encargada del espionaje de los países vecinos. Esto pudo provocar que el Mossad no asimilase las señales de advertencia que precedieron a la guerra de Yom Kipur, que cogió a las defensas hebreas por sorpresa.

## En la cultura

### Venganza, el libro
El libro de 1984 Vengeance: The True Story of an Israeli Counter-Terrorist Team (Venganza: El relato verídico de una misión contraterrorista israelí), obra del periodista canadiense George Jonas, cuenta la historia de un escuadrón de asesinato hebreo desde el punto de vista de un antiguo agente del Mossad y líder de la unidad, Avner. Posteriormente se supo que Avner era un pseudónimo para Yuval Aviv, un israelí que dirigía una agencia de investigación privada en Nueva York. No obstante, la versión proporcionada por Aviv no ha sido verificada por otras fuentes independientes distintas de Jonas. Jonas alude al antiguo director general del servicio de inteligencia canadiense, John Starnes, de quien afirma que cree los puntos principales de la historia de Aviv. A pesar de esto, el director del Mossad en la época de la operación, Zvi Zamir, ha afirmado que él nunca conoció a Aviv. Por otra parte, varios antiguos oficiales del Mossad que tomaron parte en Cólera de Dios, han declarado a periodistas británicos que el relato de Aviv no es acertado. Tras su publicación, el libro ha estado presente en las listas de libros mejor vendidos del Reino Unido, tanto en la categoría de ficción como en la de no ficción.

### Películas
Desde la publicación de la obra de George Jonas, dos películas se han basado en el libro. En 1986, Michael Anderson dirigió una película para el canal HBO, titulada La espada de Gedeón. Steven Spielberg dirigió una segunda película estrenada en 2005, titulada Múnich. Ambas usan el pseudónimo de Yuval Aviv, Avner, y se permiten ciertas licencias artísticas a partir del relato de este.
En 1999, el director británico Kevin Macdonald realizó un documental, Un día en septiembre (One Day in September), que relata los sucesos del 5 de septiembre de 1972, con narración de Michael Douglas. La película ganó el Óscar al mejor largometraje documental en el año 2000.